# Amor de hermano
Amor de hermano es un álbum de estudio del grupo Los Coyotes perteneciente a la compañía discográfica DRO, editado en el año 1996, y compuesto por 17 canciones.

## Lista de canciones
| N.º | Título                               | Duración |  |
| 1.  | «Muévete»                            |          |  |
| 2.  | «300 kilos»                          |          |  |
| 3.  | «Fiesta salvaje»                     |          |  |
| 4.  | «Como un extranjero»                 |          |  |
| 5.  | «100 guitarras»                      |          |  |
| 6.  | «La estación del amor»               |          |  |
| 7.  | «Las calientes noches del barrio»    |          |  |
| 8.  | «Razas»                              |          |  |
| 9.  | «Las chicas de las revistas guarras» |          |  |
| 10. | «Lo que dice Mari»                   |          |  |
| 11. | «De color de rosa»                   |          |  |
| 12. | «Esta noche me voy a bailar»         |          |  |
| 13. | «El típico español»                  |          |  |
| 14. | «Corazón de reloj»                   |          |  |
| 15. | «Tu mejor desayuno»                  |          |  |
| 16. | «El mono»                            |          |  |
| 17. | «Aguas bravas»                       |          |  |